# Petra Riedel
Petra Riedel (Magdeburgo, 17 settembre 1964) è un'ex nuotatrice tedesca orientale.

## Carriera
Petra Riedel è apparsa per la prima volta nei campionati di categoria della DDR nel 1976, quando vinse quattro titoli, incluse le due distanze del dorso.
Alle Olimpiadi di Mosca 1980 vinse la medaglia di bronzo nei 100 metri dorso in rappresentanza della Germania Est (DDR).

## Palmarès
- Giochi olimpici estivi

Mosca 1980: bronzo nei 100m dorso.